# Julien Malaussena
Julien Malaussena est un compositeur français né le 14 décembre 1980 à Colombes.

## Biographie

### Formation
Julien Malaussena étudie la composition aux côtés de Jean-Luc Hervé au conservatoire à rayonnement régional de Boulogne-Billancourt, puis l’orchestration avec Pierre Farago et l'électroacoustique et la composition assitée par ordinateur auprès de Yan Maresz.
Il est titulaire d’un master en musicologie de université Paris-VIII spécialisé dans l’analyse des langages contemporains sous la direction d’Ivanka Stoïanova. 

### Carrière de compositeur
En 2017, il est en résidence à la Fondation Royaumont comme compositeur.
Ses compositions sont publiées par BabelScores.

### Enseignement
Julien Malaussena est professeur de guitare.

## Œuvres

### Musique de chambre
- Louis Bona in a day of indecision, pour ensemble amplifié, 2017[7].
- Exiqüe (contigüe), pour guitare, violon, viola et violoncelle, 2015.
- Interlaced (interrelated), pour flûte, piano et violoncelle, 2015.
- (a)side (b)side, pour flûte, violoncelle et accordéon, 2015[2].
- Concerning articulated sound energy, pour flute, clarinette, percussion, violon, violoncelle, 2014.
- (Ep)Creap’ng, pou flûte, violon et piano, 2013.

### Ensemble
- Odd music, pour 13 saxophones alto, 2015[8].

### Instrument solo
- (Ep)Scra’p, pour guitare classique, 2013.

## Récompenses
- 2015 : prix André-Caplet de l’Académie des beaux-arts (Institut de France)[9].